# Насвітевич Олександр Олександрович
Насвітевич Олександр Олександрович. (рос. Александр Насвитевич)(1837-1911) Генерал-майор російської армії, флігель - ад'ютант імператора Олександра II, герой російсько-турецької війни і Балканського походу.

## Біографія
Військова кар'єра Насвітевича тривала понад 20 років. Він перебував на службі в лейб-гвардії Єгерськом полку. Пізніше став флігель-ад'ютантом Олександра II, навчав фехтування його сина Олександра III. На фотографія 1885 року добре видно отриману за Шипку золоту зброю «За хоробрість» з ефесом, прикрашеним знаком першого імператорського призу за фехтування  .
Насветевіч був обдарований також талантом фотохудожника 
, мав дозвіл фотографувати при дворі. Ці знімки дивом збереглися і прикрасили міжнародні фотовиставки в Москві та Мюнхені в 1990р. Вони мають не тільки художню, а й історичну цінність - на них зображені талановитим фотографом епізоди життя держави Российскої (рос.)
Насвітевич - колишній власник садиби в селі Рубіжне (зараз Пролетарськ, входить до міста Лисичанськ), що дісталася йому як придане дружини Марії Петрівни, уродженої Богданович, дочки поміщика. Частину земель, як бойовий офіцер, отримав в нагороду за свої подвиги в російсько-турецькій війні, в Балканській кампанії.
На місці родового маєтку Насвітевичей зараз знаходиться школа №5.
Незважаючи на високе положення в суспільстві і близькість до імператорського двору, генерал залишався патріотом своєї малої батьківщини. Не маючи великих статків, він безкоштовно віддав частку своїх земель і вклав значні кошти на будівництво залізниці Лисичанськ - Харків, щоб зв'язати 
промисловий Донбас з культурними центрами країни. У 1895 р. по лінії Лисичанськ-Куп'янськ-Харків пішли поїзди, а у 1905 р. була відкрита станція з назвою Насвітевич.
У родовому архіві Насвітевічей була фотографія, на звороті якої рукою генерала була зроблена позначка «Проводи його Високості за міст». Вона є непрямим підтвердженням перебування в маєтку Рубіжне в середині XIX ст. царського подружжя. У 1868 р народилася дочка Олександра, яка стала
хрещеницею Олександра III і його дружини Марії Федорівни (до прийняття православ'я - Дагмар), дочки данського короля. Саме в її честь була названа найбільша казенна шахта Донбасу, що діяла в Лисичій балці.

## Сучасність

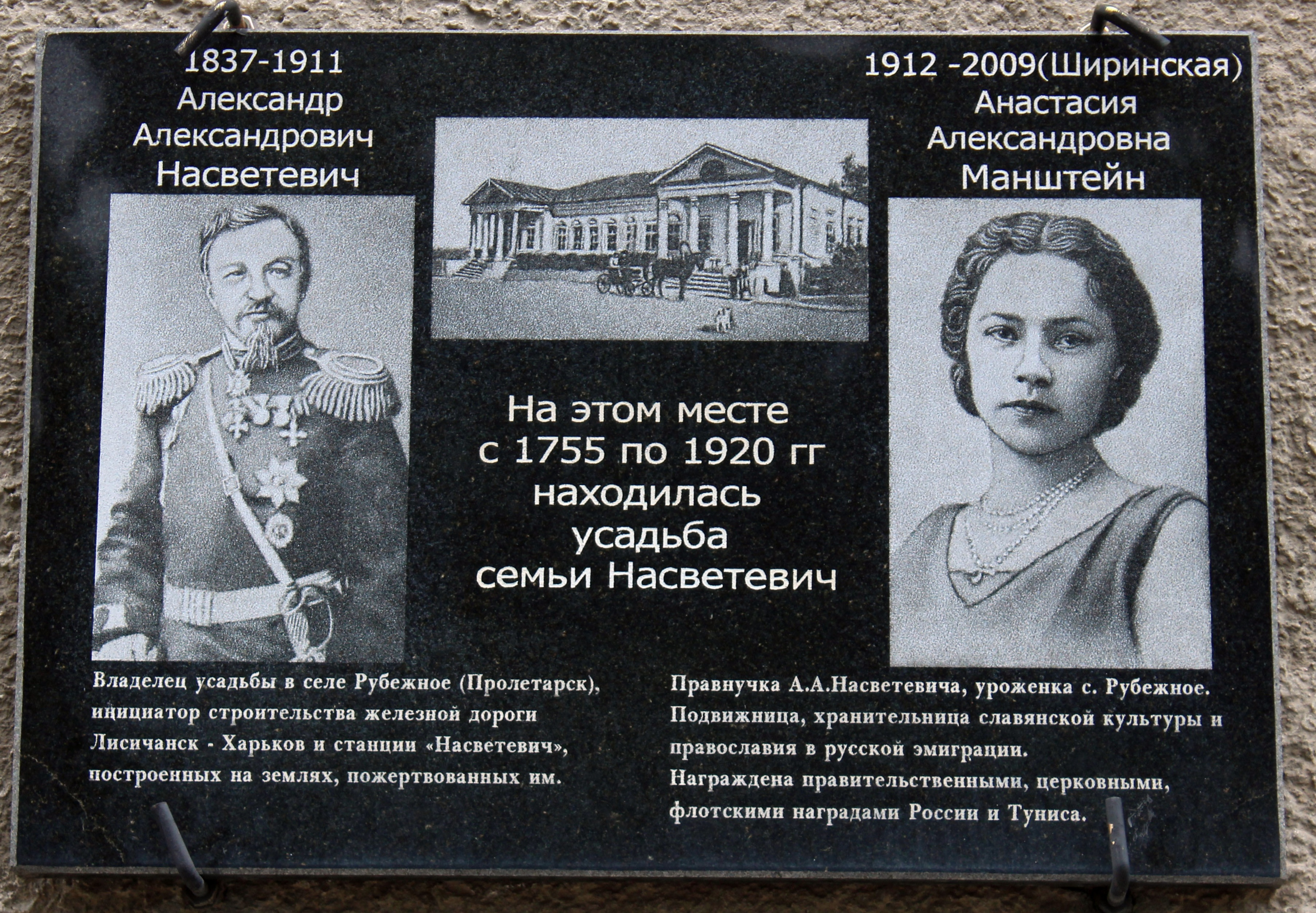
Меморіальна дошка

23.10.2012 в Лисичанській загальноосвітній школі № 5 відбулося відкриття музею історії рідного краю і меморіальної дошки Олександру Насвітевичу і його правнучці Анастасії Манштейн-Ширинській, маєток яких з 1755 по 1920 р.р. знаходився на місці школи .

## Нащадки
У 1898 році дружина генерала - М. П. Насвітевич - надала дворянину Олександру Дмитровичу Іванову виключне право протягом 30 років вести розробки кам'яного вугілля на площі 153 десятини в її маєтку біля села Рубіжної. Іванов створив акціонерне товариство «Александро-Дмитрівські копальні».
Правнучка Анастасія Олександрівна Манштейн-Ширинська(рос.) (1912-2009). У віці 8 років потрапила в Бізерту разом з матір'ю на міноносці «Жаркий».
Старійшина російської громади в Тунісі, свідок евакуації кораблів Чорноморської ескадри з Криму в роки Громадянської війни в Росії.
У 1990 році відвідала свій колишній родовий маєток в Лисичанську.

## Світлини, зроблені О.Насвітевичем

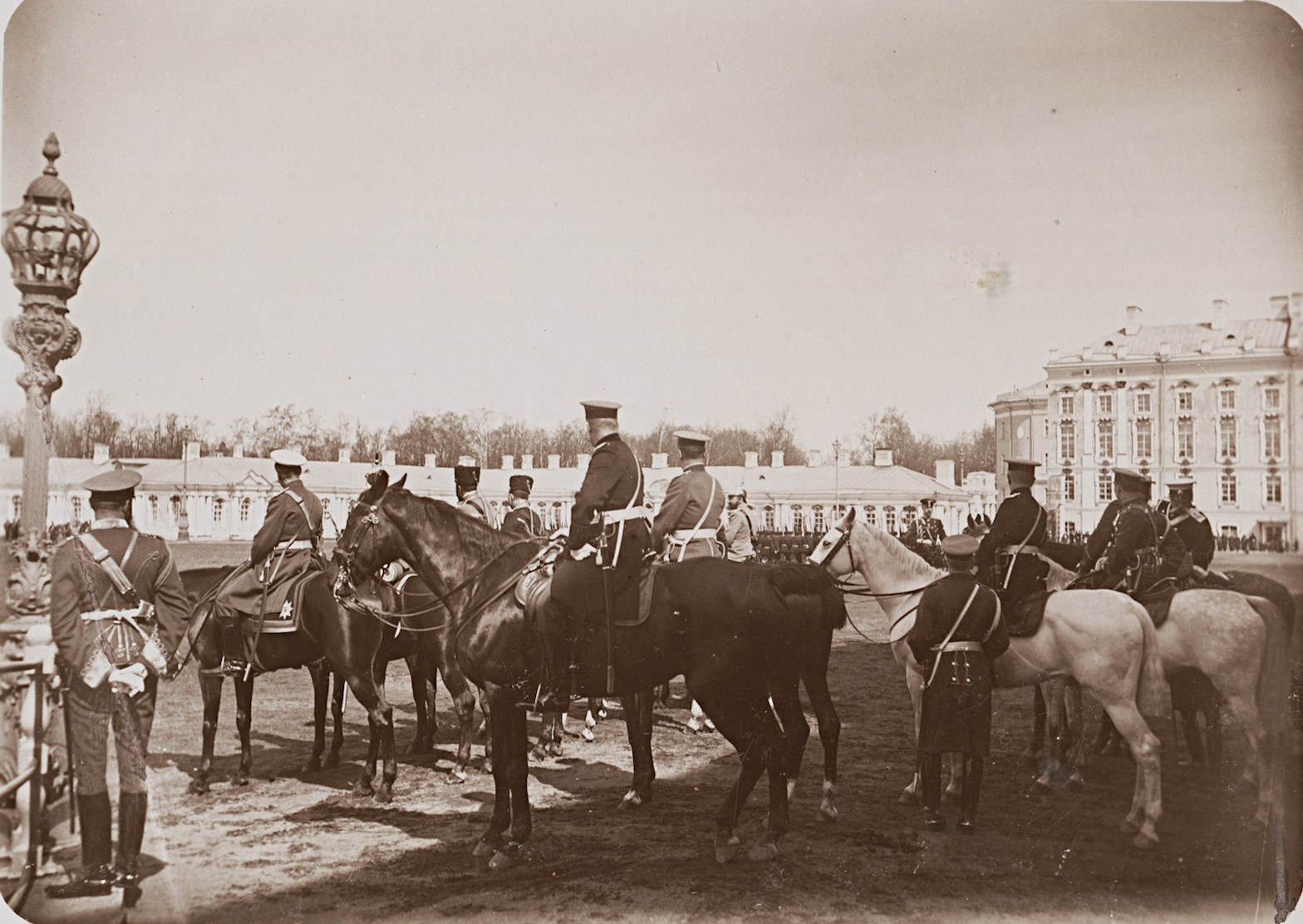
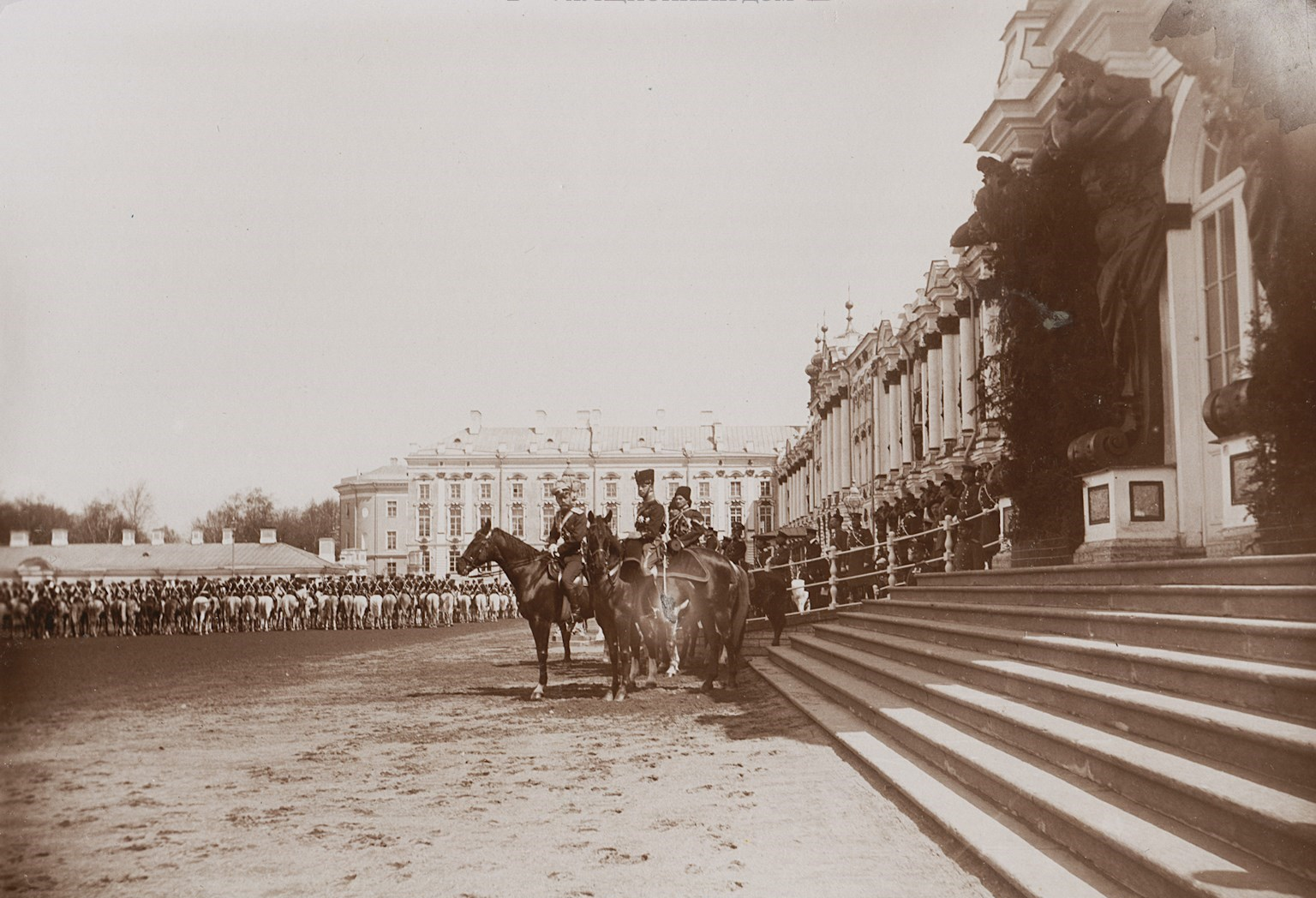
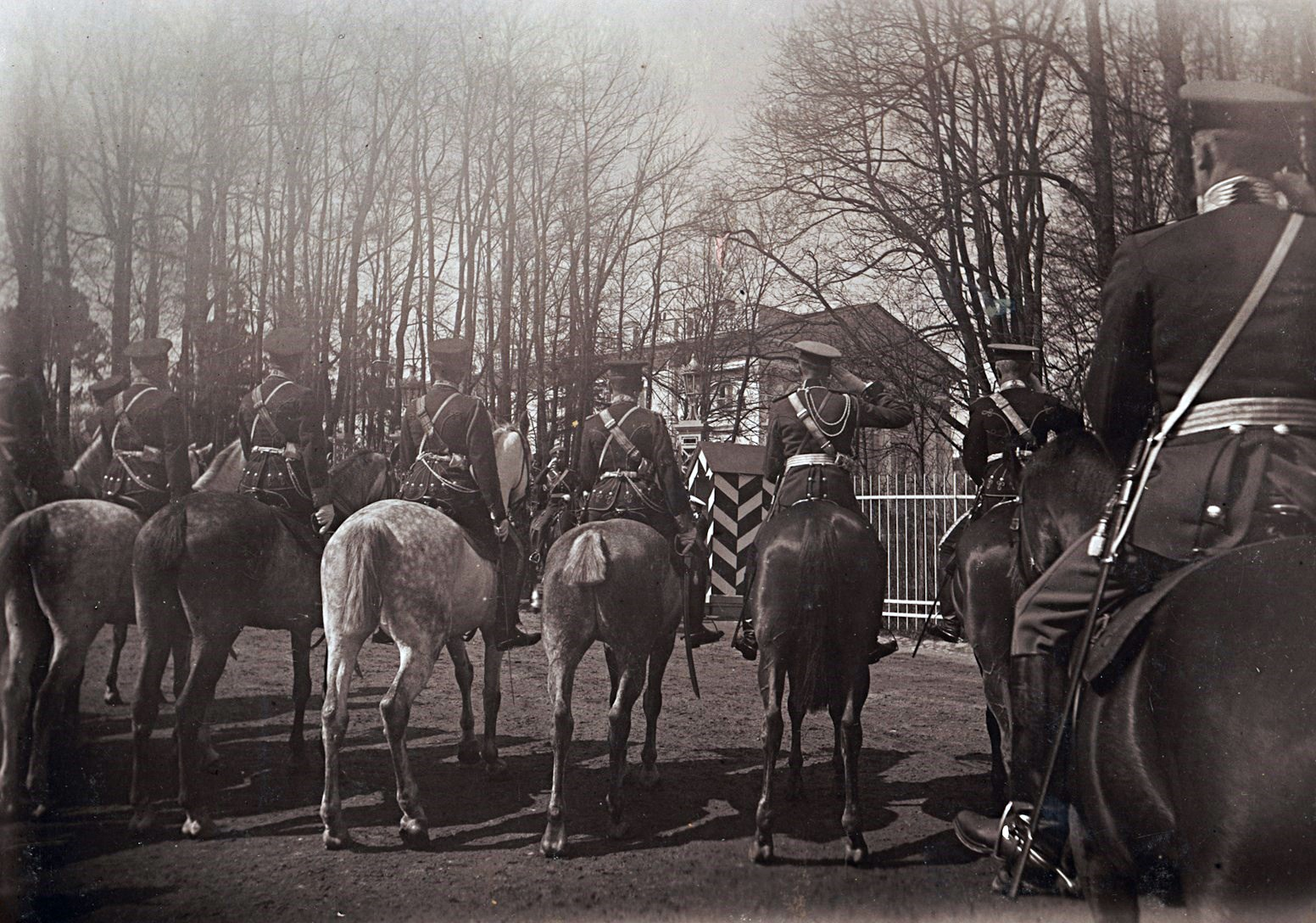
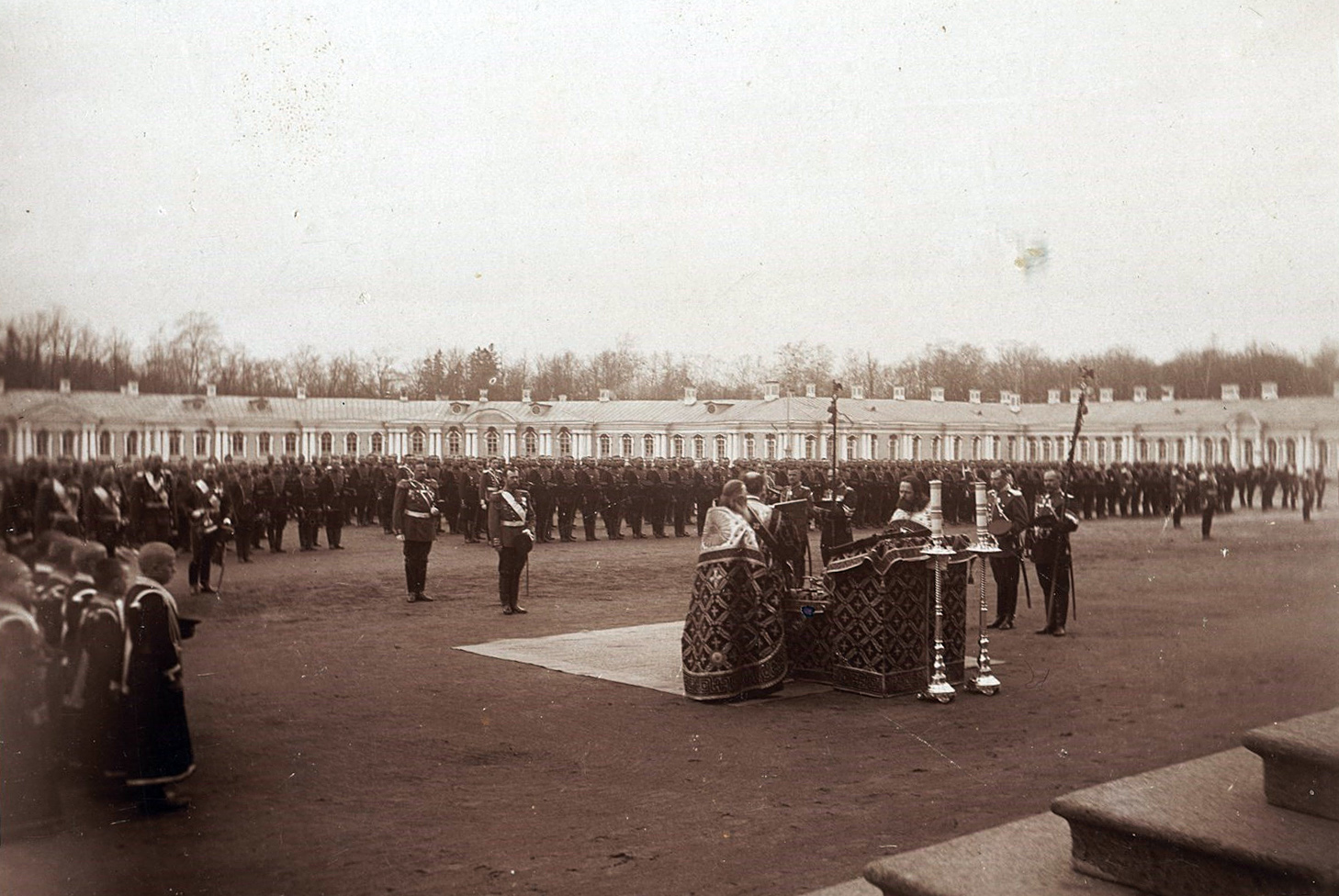

## Згадки у ЗМІ
- Насветевич Александр Александрович  [Архівовано 27 березня 2020 у Wayback Machine.](рос.)
- В Лисичанске открыли мемориальную доску семье Насветевич (фото) //23.10.2012 [Архівовано 25 лютого 2022 у Wayback Machine.](рос.)
- Архив аукциона. Фотография генерал-майора А.А. Насветевича [Архівовано 2 вересня 2021 у Wayback Machine.](рос.)

## Світлини

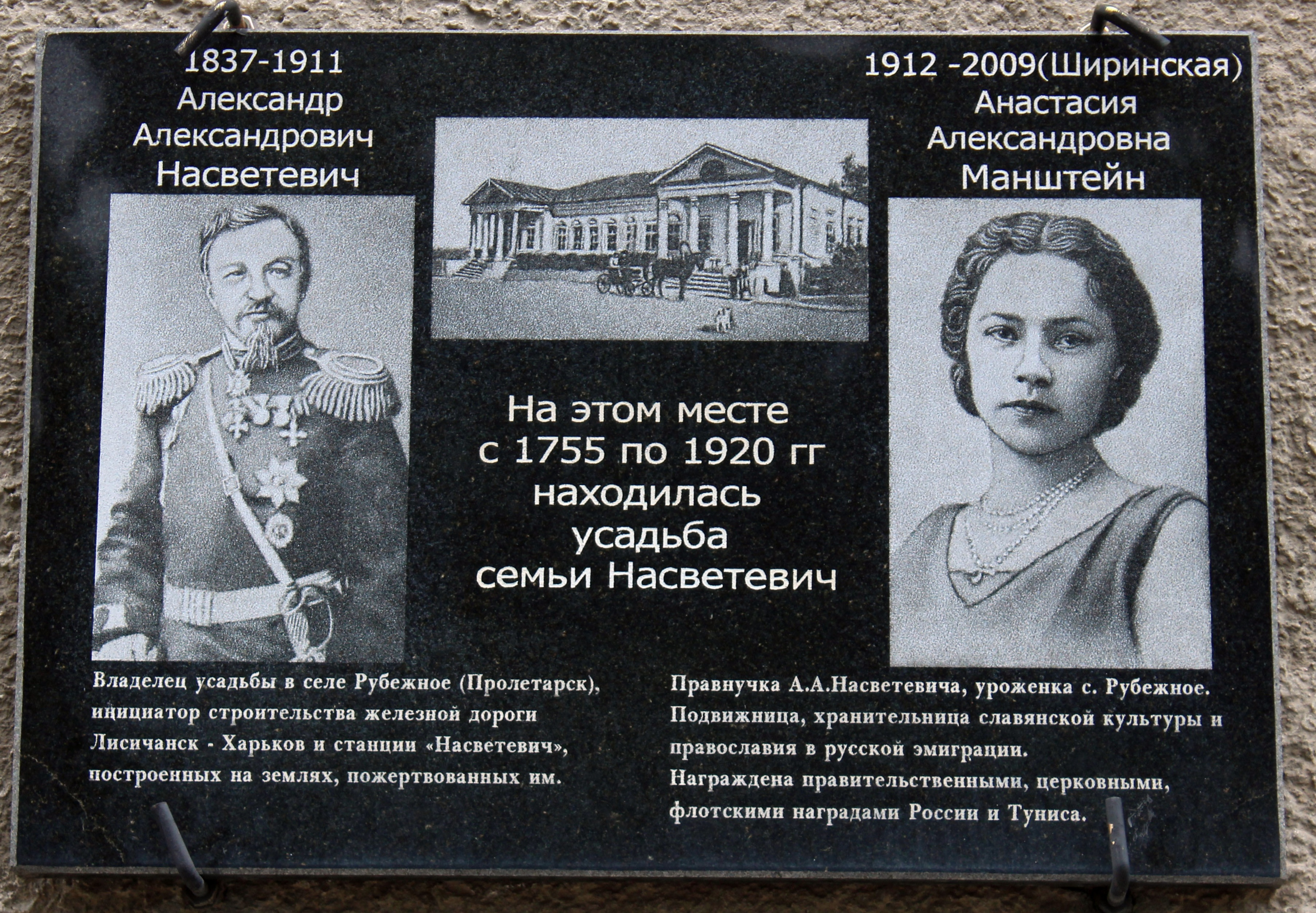
Меморіальна дошка Насвітевичу і А.Манштейн-Ширинській
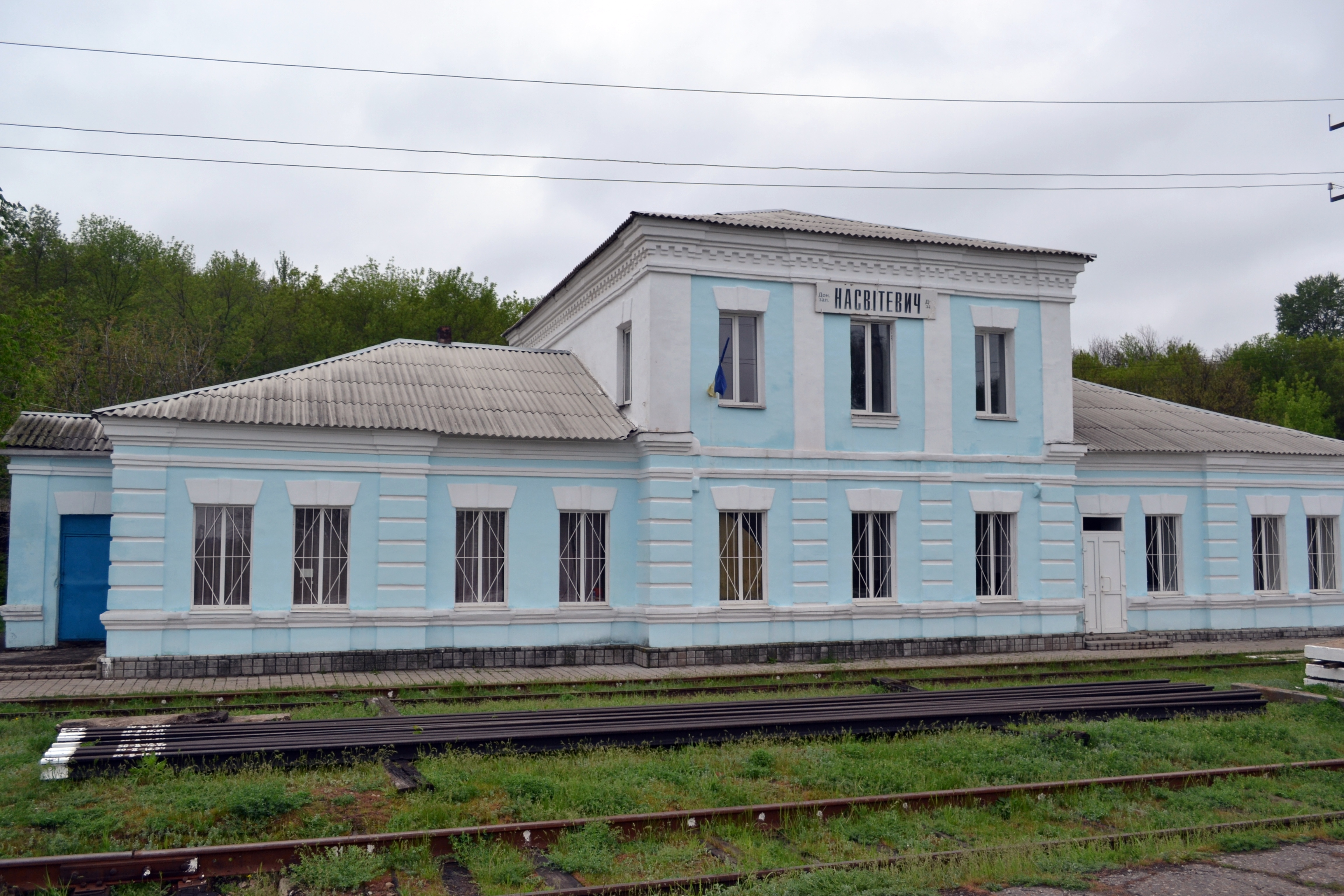
станція Насвітевич
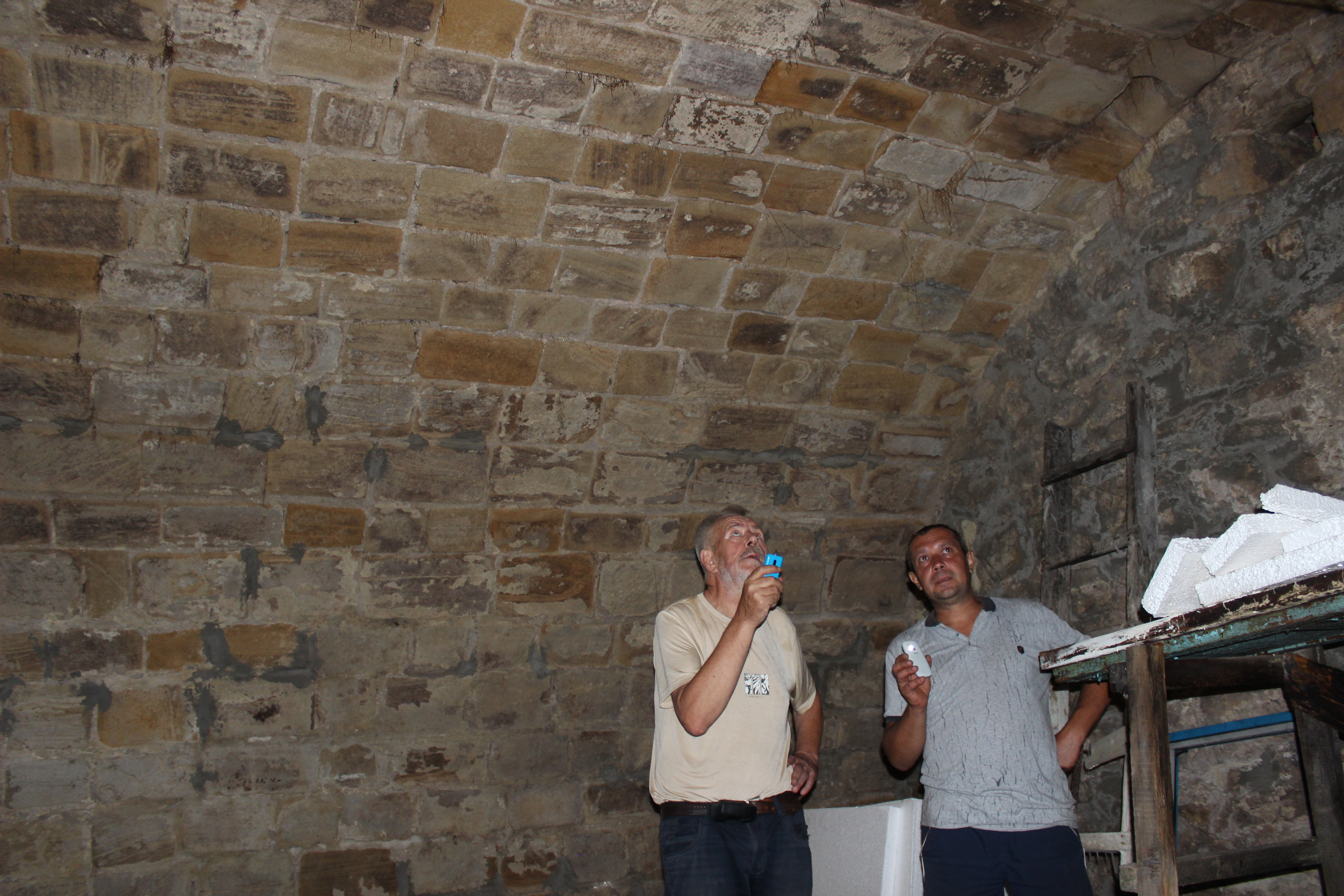
Підвал маєтку Насвітевича, 2019р
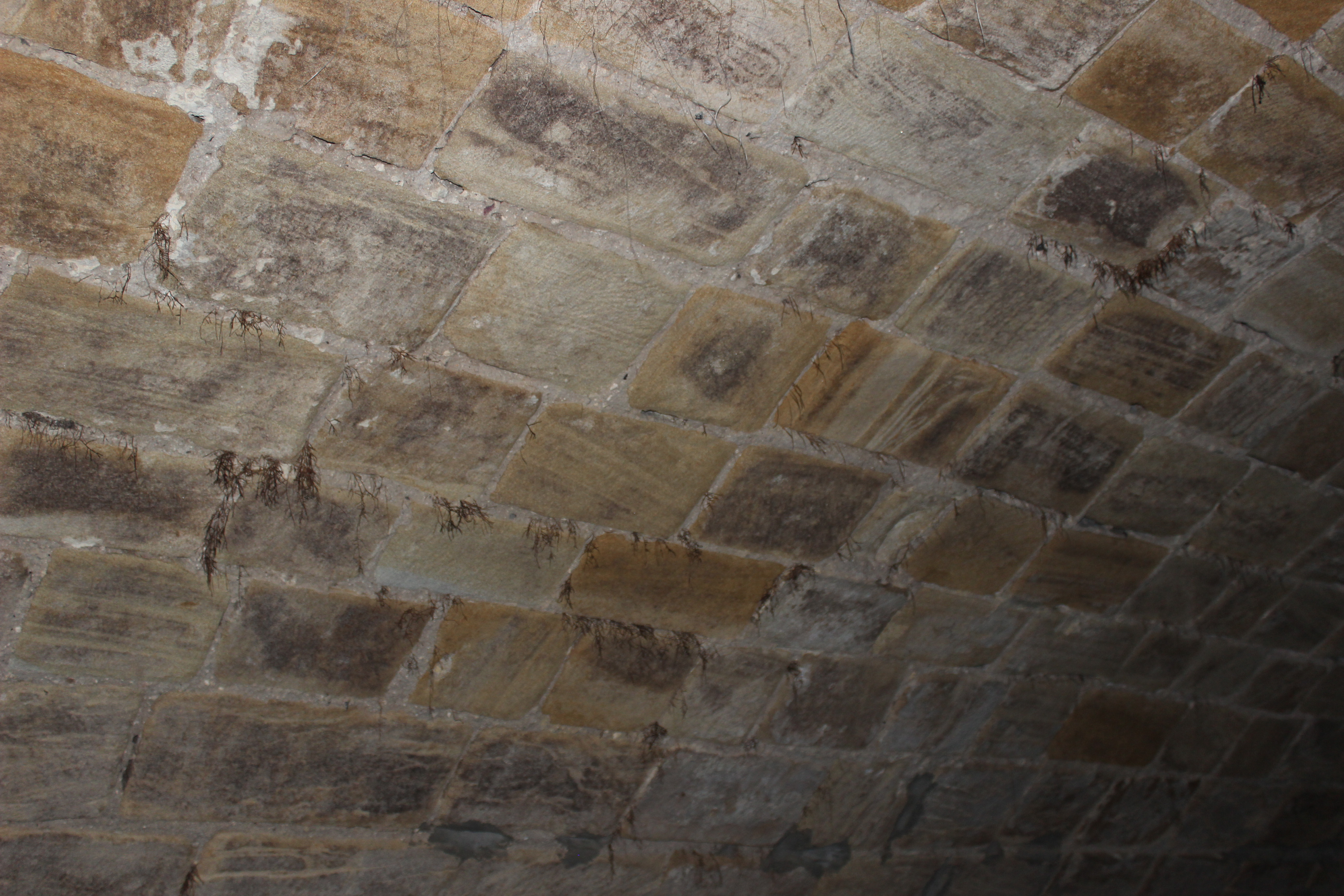
Підвал маєтку Насвітевича, 2019р
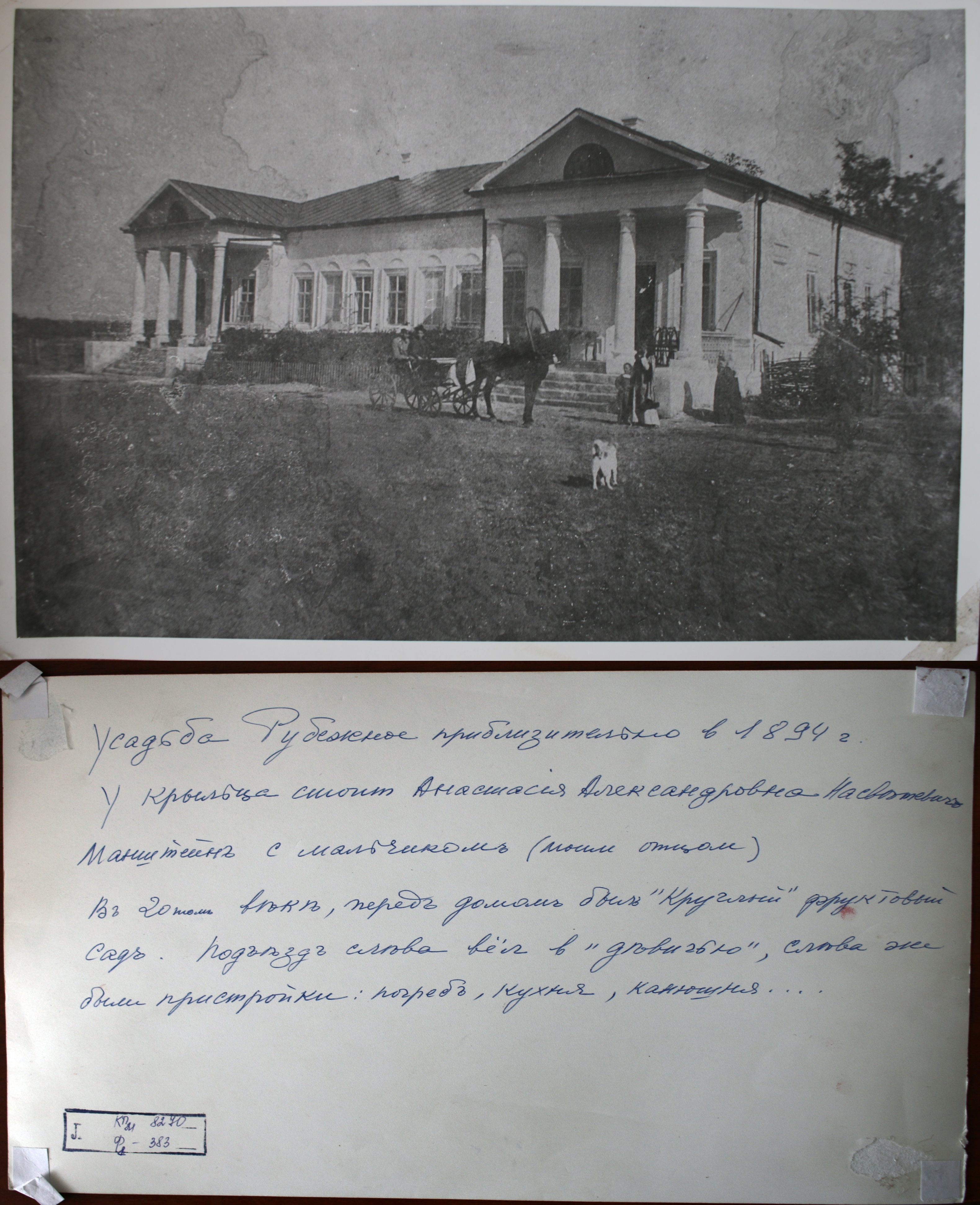
Маєток Насвітевича, 1894 р.